# Iltis-Klasse (1964)
Iltis-Klasse war die Bezeichnung für eine Klasse von Leichten Torpedoschnellbooten (LTS) der Volksmarine der DDR mit der Projektnummer 63.3. Parallel war die gelegentlich als Iltis-B-Klasse bezeichnete Wiesel-Klasse (Projekt 68.2) im Einsatz.

## Entwicklung und Bau
Ab 1959 begann die Entwicklung eines modernen Torpedoschnellbootes. Ab 1964 begannen die Auslieferungen an die Volksmarine. Gebaut wurden zunächst acht Boote dreier Prototypvarianten (Projekte 63.0 bis 63.2) und schließlich 30 Serienboote Projekt 63.3 auf der Peenewerft in Wolgast.

## Rumpf und Antrieb
Die Boote hatten einen Leichtmetallbootskörper. Als Antrieb dienten zwei Dieselmotoren sowjetischer Bauart vom Typ M-50F mit insgesamt 1760 kW (2400 PS).

## Bewaffnung und Einsatz

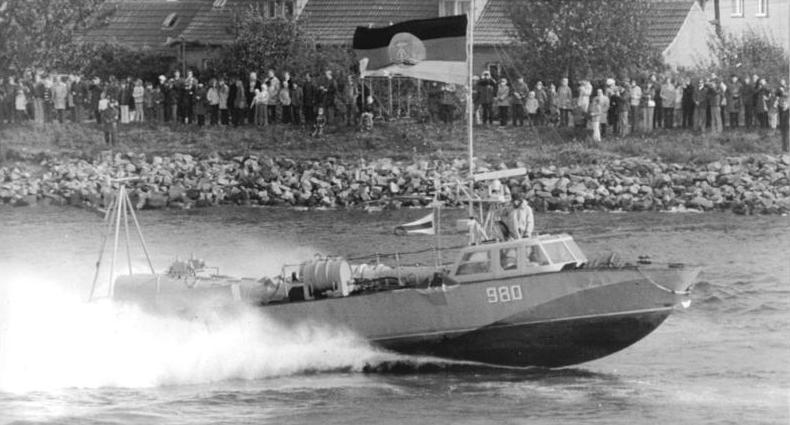
Projekt 63 während einer Flottenparade 1974

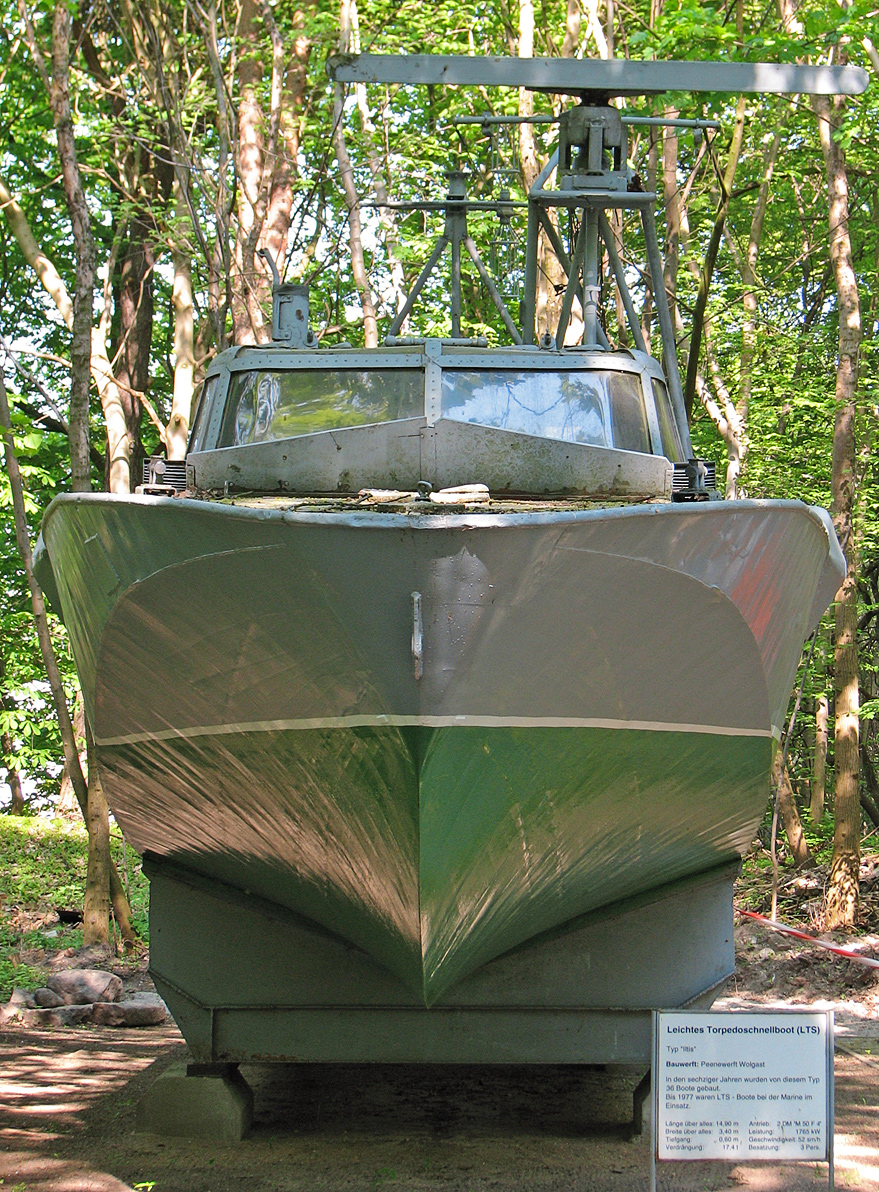
Projekt 63 im Marinemuseum Dänholm

Hauptbewaffnung der Klasse waren zwei 533-mm-Torpedorohre, die parallel zum Kiel fest eingebaut waren und nicht mit Bordmitteln nachgeladen werden konnten. Beim Angriff wurden die Torpedos, eher untypisch, nach achtern abgesetzt, um dann dem Kurs des abschießenden Bootes zu folgen. Um die LTS im Einsatz nicht in einem bestimmten Hafen versorgen zu müssen, wurden speziell für die Kleinbootverbände schwimmende Stützpunkte ohne Eigenantrieb (Projekt 62) und mit Eigenantrieb (Projekt 162) gebaut.
Das Armeefilmstudio der NVA produzierte einen Lehrfilm über die Iltis-Klasse, mit dem Titel „Die Schnellsten der Ostsee“. Dort wurde der Auftrag der Boote als offensiver Küstenschutz der DDR beschrieben.
Alle Boote der Klasse waren Teil der 6. Flottille der Volksmarine, wo sie bis 1977 durch die etwas größere und weniger wetteranfällige Libelle-Klasse ersetzt wurden.

## Modifikationen
Es existierten Boote mit abnehmbaren Seeminenausstoßrohren, die unter anderem auch für Kampfschwimmer nutzbar waren.

## Derzeitiger Status
Es sind keine Schnellboote dieses Types mehr im Einsatz. Zwei Boote sind erhalten, eines ist im Marinemuseum Dänholm zu sehen.